# Херсонский (Оренбургская область)
Херсонский — посёлок в Сакмарском районе Оренбургской области России. Входит в состав Егорьевского сельсовета.

## География
Посёлок расположен на правом берегу р. Каргалка, в 40 км к северо-западу от Оренбурга.

## История
Основан в 1892 г. немецкими переселенцами из Херсонской губернии. До 1917 г. лютеранский хутор Васильевской волости Оренбургского уезда Оренбургской губернии. Лютеранский приход Оренбург.

## Население
| 2010 |
| ---- |
| 37   |

Национальный состав
По данным Всероссийской переписи населения 2010 года:
| № | Национальность | Численность, чел. | Доля |
| - | -------------- | ----------------- | ---- |
| 1 | армяне         | 29                | 78 % |
| 2 | башкиры        | 7                 | 19 % |
| 3 | другие         | 1                 | 3 %  |